# Pfaffendorf (Stadelhofen)
Pfaffendorf és un poble del municipi de Stadelhofen, al districte de Bamberg, a la regió de l'Alta Francònia, a Baviera, Alemanya.

## Geografia
El poble és una de les deu demarcacions que componen el municipi de Stadelhofen, a l'Alta Francònia. Es troba aproximadament a dos quilòmetres al nord-nord-oest de Stadelhofen a una alçada de 480m sobre el nivell del mar.

## Història
Fins a l'inici del s. XIX Pfaffendorf depenia dels comtes de Giech. L'any 1802/03 les possessions del comtat van ser annexionades al principat de Pfalz-Baiern. Amb les reformes administratives del regne de Baviera d'inicis del s. XIX, Pfaffendorf es va convertir el 1818 en part del municipi de Wölkendorf. Als anys 70 del s.XX tant Wölkendorf com Pfaffendorf van passar a integrar-se al municipi de Stadelhofen.